# ユニオン郡 (サウスカロライナ州)

サウスカロライナ州内の位置

ユニオン郡（Union County）は、アメリカ合衆国サウスカロライナ州に位置する郡である。人口は29,881人（2000年）。郡庁所在地はユニオンである。

## 地理
アメリカ合衆国統計局によると、この郡は総面積1,336 km2 (516 mi2) である。このうち1,332 km2 (514 mi2) が陸地で5 km2 (2 mi2) が水地域である。総面積の0.35%が水地域となっている。

## 人口動勢
2000年国勢調査で、この郡は人口29,881人、12,087世帯、及び8,497家族が暮らしている。人口密度は22/km2 (58/mi2) である。10/km2 (26/mi2) の平均的な密度に13,351軒の住宅が建っている。この郡の人種的な構成は白人67.81%、アフリカン・アメリカン31.05%、先住民0.15%、アジア0.18%、太平洋諸島系0.04%、その他の人種0.16%、及び混血0.61%である。ここの人口の0.67%はヒスパニックまたはラテン系である。
この郡内の住民は23.80%が18歳未満の未成年、18歳以上24歳以下が8.20%、25歳以上44歳以下が27.90%、45歳以上64歳以下が24.40%、及び65歳以上が15.60%にわたっている。中央値年齢は39歳である。女性100人ごとに対して男性は89.00人である。18歳以上の女性100人ごとに対して男性は85.30人である。
この郡内の世帯ごとの平均的な収入は31,441米ドルであり、家族ごとの平均的な収入は37,661米ドルである。男性は29,371米ドルに対して女性は20,701米ドルの平均的な収入がある。この郡の一人当たりの収入 (per capita income) は15,877米ドルである。人口の14.30%及び家族の11.10%は貧困線以下である。全人口のうち18歳未満の18.70%及び65歳以上の15.90%は貧困線以下の生活を送っている。

## 都市及び町
- ユニオン (Union)
- バッファロー (Buffalo)
- カーライル (Carlisle)
- ジョーンズビル (Jonesville)
- ロックハート (Lockhart)
- Monarch Mill